# Lies Vandenberghe
Lies Vandenberghe (Brugge, 15 januari 1991) is een Vlaamse journaliste, nieuwslezeres en presentatrice.

## Biografie
Ze studeerde televisiejournalistiek, met keuzetraject sportjournalistiek, aan de Howest-hogeschool in Kortrijk, waarna ze stage ging lopen als reporter voor het VTM-programma Royalty. Later verkaste ze naar de radionieuwsdienst van Medialaan, waar ze het nieuws maakte en las voor Qmusic en JOE. Na een tijdje werd ze vaste nieuwslezeres van de ochtendshow van Qmusic en kreeg ze een eigen sportrubriek.
In maart 2020 werd Vandenberghe het eerste vrouwelijke sportanker van VTM. Tevens is ze ook eindredacteur.
Op 13 januari 2021 presenteerde Vandenberghe het Gala van de De Gouden Schoen aan de zijde van Stef Wauters, 
Jan Mulder en Marc Degryse. In 2022 en 2023 presenteerde ze het gala samen met Maarten Breckx en voormalig Gouden Schoen Gilles De Bilde, live vanuit Antwerp Expo.
In 2021 presenteerde ze het 30-jarig jubileum van de Kristallen Fiets aan de zijde van Stijn Vlaeminck. De editie werd gewonnen door Wout van Aert en Lotte Kopecky. In oktober 2022 onderbrak ze haar bevallingsrust om het gala te presenteren met Freek Braeckman. In deze editie, die voor het eerst live werd uitgezonden op VTM, waren de twee wereldkampioenen Remco Evenepoel en Lotte Kopecky de grote winnaars.
Sinds november 2021 heeft Vandenberghe een wekelijkse column 'Lies kleurt je dag' in de Krant van West-Vlaanderen. Daarin heeft ze het onder meer over de actualiteit in de sportwereld. Ze maakt ook geregeld reportages over sporters voor Het Laatste Nieuws.
Daarnaast had ze tijdens het EK voetbal in 2021 en het WK in 2022 een vaste rubriek op JOE.

## Televisie
- Journaliste VTM Nieuws (2015-heden)
- De Gouden Schoen (2021-heden)
- De Kristallen Fiets (2021-heden)
- Ze zeggen dat (2021)
- Waarheid, durven of doen (2021)
- Dank u Dany (2023)

## Persoonlijk leven
Vandenberghe is in 2018 getrouwd met collega Maarten Breckx. Het koppel heeft twee zonen.